# Борцовский сельсовет (Хакасия)
Борцовский сельсовет — сельское поселение в Ширинском районе Хакасии.
Административный центр — село Борец.

## История
Статус и границы сельского поселения установлены Законом Республики Хакасия от 7 октября 2004 года № 63 «Об утверждении границ муниципальных образований Ширинского района и наделении их соответственно статусом муниципального района, сельского поселения»

## Население
| 2002  | 2010  | 2012  | 2013  | 2014  | 2015  | 2016  |
| ----- | ----- | ----- | ----- | ----- | ----- | ----- |
| 1566  | ↗1702 | ↘1691 | ↘1649 | ↘1609 | ↘1555 | ↘1540 |
| 2017  | 2018  | 2019  | 2020  | 2021  |       |       |
| ↗1551 | ↘1506 | ↘1499 | ↘1480 | ↘1211 |       |       |

## Состав сельского поселения
В состав сельского поселения входят 3 населённых пункта:
| № | Населённый пункт | Тип населённого пункта       | Население |
| - | ---------------- | ---------------------------- | --------- |
| 1 | Борец            | село, административный центр | ↗1424     |
| 2 | Власьево         | деревня                      | ↗276      |
| 3 | Старый Борец     | деревня                      | →2        |

## Местное самоуправление
Администрация
с. Борец, Ленина,  5
Глава администрации
- Базылев Александр Петрович